# العلاقات الفيجية الكولومبية
العلاقات الفيجية الكولومبية هي العلاقات الثنائية التي تجمع بين فيجي وكولومبيا.

## مقارنة بين البلدين
هذه مقارنة عامة ومرجعية للدولتين:
| وجه المقارنة                                              | فيجي                                                                 | كولومبيا        |
| --------------------------------------------------------- | -------------------------------------------------------------------- | --------------- |
| المساحة (كم2)                                             | 18.27 ألف                                                            | 1.14 مليون      |
| عدد السكان (نسمة)                                         | 915.30 ألف                                                           | 49.07 مليون     |
| الكثافة السكانية (ن./كم²)                                 | 50.1                                                                 | 43.04           |
| العاصمة                                                   | سوفا                                                                 | بوغوتا          |
| اللغة الرسمية                                             | لغة إنجليزية، اللغة الفيجية، اللغة الفيجي الهندية، اللغة الهندستانية | اللغة الإسبانية |
| العملة                                                    | دولار فيجي                                                           | بيزو كولومبي    |
| الناتج المحلي الإجمالي (بليون دولار)                      | 5.06 مليار                                                           | 309.19 مليار    |
| الناتج المحلي الإجمالي (تعادل القوة الشرائية) بليون دولار | 8.32 مليار                                                           | 724.96 مليار    |
| الناتج المحلي الإجمالي الاسمي للفرد دولار أمريكي          | 4.96 ألف                                                             | 7.60 ألف        |
| الناتج المحلي الإجمالي للفرد دولار أمريكي                 | 8.79 ألف                                                             | 13.36 ألف       |
| مؤشر التنمية البشرية                                      | 0.727                                                                | 0.720           |
| رمز المكالمات الدولي                                      | +679                                                                 | +57             |
| رمز الإنترنت                                              | .fj                                                                  | .co             |
| المنطقة الزمنية                                           | ت ع م+12:00                                                          | 00              |

## منظمات دولية مشتركة
يشترك البلدان في عضوية مجموعة من المنظمات الدولية، منها:
| علم المنظمة | اسم المنظمة                               | تاريخ انضمام فيجي | تاريخ انضمام كولومبيا |
| ----------- | ----------------------------------------- | ----------------- | --------------------- |
|             | المنظمة الهيدروغرافية الدولية             | ?                 | ?                     |
|             | الاتحاد البريدي العالمي                   | ?                 | ?                     |
|             | يونسكو                                    | 14 يوليو 1983     | 31 أكتوبر 1947        |
|             | البنك الدولي للإنشاء والتعمير             | 28 مايو 1971      | 24 ديسمبر 1946        |
|             | منظمة التجارة العالمية                    | ?                 | ?                     |
|             | وكالة ضمان الاستثمار متعدد الأطراف        | 24 سبتمبر 1990    | 30 نوفمبر 1995        |
|             | الاتحاد الدولي للاتصالات                  | 5 مايو 1971       | 25 أغسطس 1914         |
|             | منظمة الشرطة الجنائية الدولية             | ?                 | ?                     |
|             | مؤسسة التمويل الدولية                     | 12 يوليو 1979     | 20 يوليو 1956         |
|             | الأمم المتحدة                             | 13 أكتوبر 1970    | 5 نوفمبر 1945         |
|             | مؤسسة التنمية الدولية                     | 29 سبتمبر 1972    | 16 يونيو 1961         |
|             | منظمة حظر الأسلحة الكيميائية              | ?                 | ?                     |
|             | المركز الدولي لتسوية المنازعات الاستشارية | 10 سبتمبر 1977    | 14 أغسطس 1997         |

## وصلات خارجية
- موقع وزارة الخارجية الفيجية